# Thai sakk
|   | a  | b  | c  | d  | e  | f  | g  | h  |   |
| 8 | a8 | b8 | c8 | d8 | e8 | f8 | g8 | h8 | 8 |
| 7 | a7 | b7 | c7 | d7 | e7 | f7 | g7 | h7 | 7 |
| 6 | a6 | b6 | c6 | d6 | e6 | f6 | g6 | h6 | 6 |
| 5 | a5 | b5 | c5 | d5 | e5 | f5 | g5 | h5 | 5 |
| 4 | a4 | b4 | c4 | d4 | e4 | f4 | g4 | h4 | 4 |
| 3 | a3 | b3 | c3 | d3 | e3 | f3 | g3 | h3 | 3 |
| 2 | a2 | b2 | c2 | d2 | e2 | f2 | g2 | h2 | 2 |
| 1 | a1 | b1 | c1 | d1 | e1 | f1 | g1 | h1 | 1 |
|   | a  | b  | c  | d  | e  | f  | g  | h  |   |

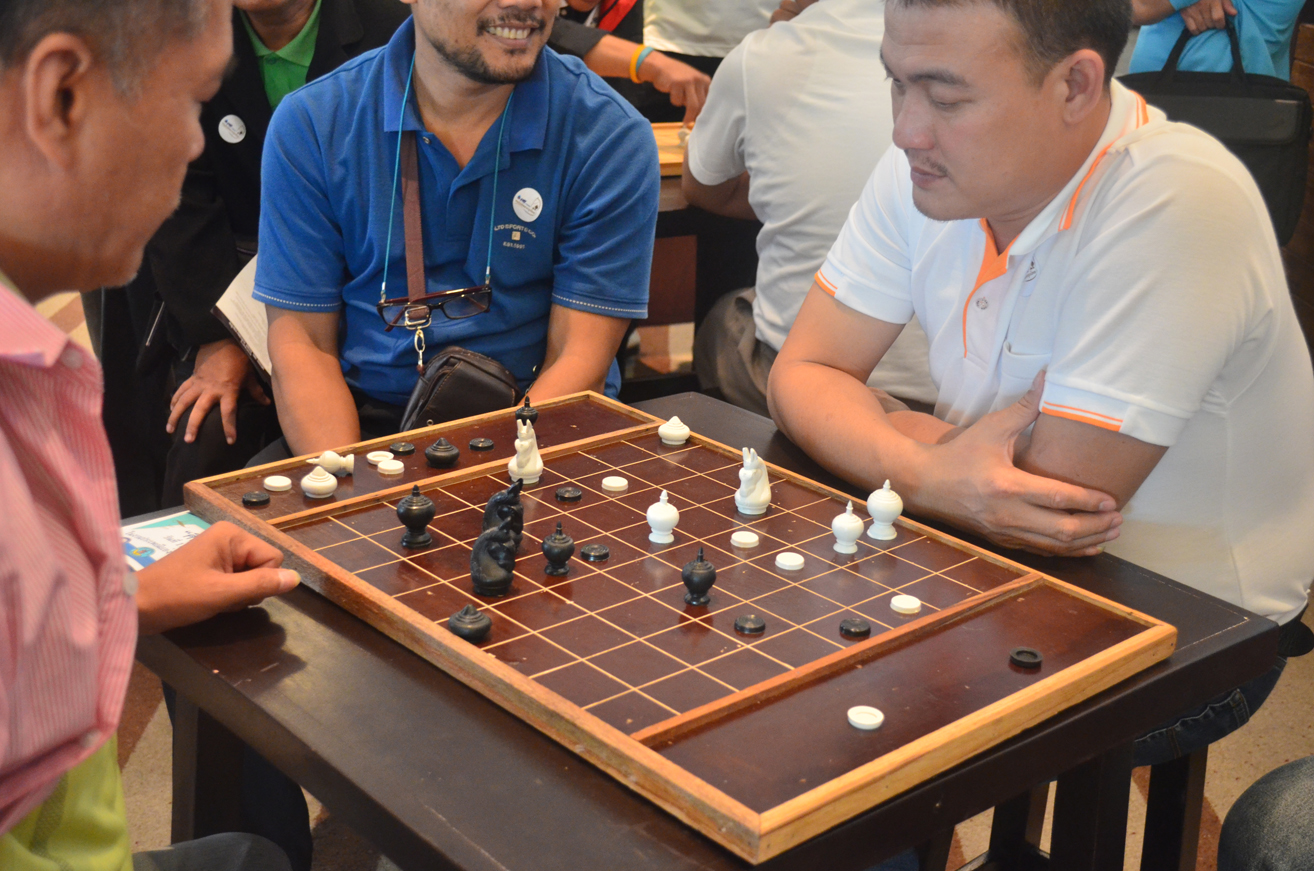
Thai sakk

A thai sakk vagy makruk (thaiul: หมากรุก)
táblajáték, amely ugyanúgy az indiai csaturanga játékból eredt, mint a modern sakk. A ma is játszott sakkváltozatok közül ezt tartják leginkább hasonlónak a sakkváltozatok közös őséhez.
Thaiföldön és Kambodzsában népszerű. Ezekben az országokban jóval népszerűbb, mint a sakk. Mintegy kétmillió thaiföldi játszik makrukot, és csak mintegy ötezren értenek a sakkhoz.
Vlagyimir Kramnyik volt sakkvilágbajnok szerint „a thai makruk stratégiaibb, mint a nemzetközi sakk”.

## Szabályok

### A figurák
- A gyalog (thai เบี้ยa bia = a korábban pénzként is használt tengericsiga-héj) alapvetően ugyanúgy lép és üt, mint a gyalog a sakkban, de első lépésében nem léphet előre két mezőt, mint a sakkban. Ha eléri a hatodik sort, minden esetben vezérre (thai met) cserélik.
- A bástya (thai เรือ  rua = hajó) úgy lép, mint a bástya a sakkban: akárhány mezőt előre-hátra és jobbra-balra.
- A huszár (thai ม้า ma = ló) ugyanúgy lép, mint a sakkban a huszár: bármely irányba két mezőt, majd merőlegesen egy mezőt. A közbeeső figurákat átugorhatja.
- A futó (thai โคน, kon vagy ton) egy mezőt mozoghat átlósan bármely irányban, vagy egy mezőt előre, mint a sógiban az ezüst tábornok. Ez más, mint a sakkban, ahol a futó csak átlósan léphet, de akárhány mezőt.
- A vezér (thai เม็ด met = miniszter) átlósan léphet bármely irányban egy mezőt, mint a satrandzsban a fersz, de eltérően a sakktól, amelyben a vezér a legerősebb figura, mivel bármely irányban akárhányat léphet.
- A király (thai ขุน kun, az ősi thai nemesség legalacsonyabb rangú rétege) ugyanúgy léphet, mint a sakkban a király - egy lépést minden irányban. További azonosság, hogy a játéknak akkor van vége, ha a király mattot kap.

### Az alapállás, egyéb szabályok
Az induló állásban a gyalogok a harmadik, illetve a hatodik sorban állnak. A vezérek a királyok jobb oldalára kerülnek. A gyalogot akkor cserélik, amikor eléri a hatodik (illetve a harmadik) sort. Ekkor „előléptetett gyalog” lesz belőle (thai เบี้ยหงาย biagai), tehát valójában nem vezér, de az ilyen gyalog ugyanúgy léphet, mint a vezér. A makrukban nincs sáncolás, mint a sakkban.

### Lépésszámolási szabályok
A sakktól és egyéb sakkváltozatoktól jelentősen eltér, hogy a makrukban a helyzettől függő számú lépésben győzelmet kell elérni, ha már nincsenek a táblán gyalogok, különben a játszma döntetlenre végződik. A visszamaradt lépések számolása csak akkor kezdhető újra egy figura levétele után, ha az valamelyik játékos utolsó figurája volt (a nem levehető királyon kívül, persze).
Ha egyik félnek sem maradt már gyalogja, 64 lépésen belül mattot kell elérni. A hátrányos helyzetben lévő számolja a lépéseket, de bármikor abbahagyhatja a számolást. Ha úgy fordul, hogy ő mattolná be az előnyösebb helyzetben lévő felet, de előtte nem hagyta abba a számolást, akkor a játszma döntetlen.
Amikor a hátrányos helyzetben lévő fél utolsó figuráját (a királyon kívül) leveszik, újrakezdődik a maximum hátralévő lépésék számolása, mégpedig az előnyös helyzetű fél táblán maradt figuráinak értéke alapján, amelyet aztán a táblán lévő összes figura számával korrigálnak.
- Ha csak egy bástyája maradt, 16 lépésben kell győznie.
- Ha nincs bástyája, de van futója, 44 lépése maradt.
- Ha se bástyája, se futója, de van huszárja: 64 lépés.
- Ha se bástyája, se futója, se huszárja: 64 lépés.
- Ha más figurája is van, akkor felezni kell. (Például ha van két futója és egy huszárja, 44/2, azaz 22 lépésen belül be kell mattolnia az ellenfelet.)

A fenti számokat még egy tényezővel korrigálják: minden táblán lévő bábu után le kell számítani egy lépést a maximum lépésszámból. Ha ezt a lépésszámot elérik, a számolás már nem kezdődhet újra, csak akkor ha az egyik fél korábban abbahagyta a számolást és szeretné újrakezdeni. 
Például ha világosnak két bástyája és egy huszárja van (+ a királya) a magányos sötét királlyal szemben, akkor három lépésben győznie kell, mivel a bástya 16-os lépésértékét a huszár miatt felezik és a nyolcból levonják a táblán lévő öt figura számát. Ha sötét netán leveszi az egyik fehér bástyát, a számolás akkor sem kezdődik újra. A számolási szabályokat a makrukjátékosok közül sokan nem is értik.

## Külső hivatkozások
- How to play Thai Chess Archiválva 2010. március 1-i dátummal a Wayback Machine-ben
- How to play Thai Chess - by Ancient Chess.com
- Makruk | Chess Variant Pages
- Makruk: Chess in Cambodia
- Ouk Chatrang, the Cambodian Chess and Makruk, the Thai Chess
- Peace Thai Chess
- Play Thai Chess Online
- Internet Makruk Server (thai. und engl.)

## Fordítás
- Ez a szócikk részben vagy egészben  a   Thai chess című angol Wikipédia-szócikk ezen változatának fordításán alapul.  Az eredeti cikk szerkesztőit annak laptörténete sorolja fel. Ez a jelzés csupán a megfogalmazás eredetét és a szerzői jogokat jelzi, nem szolgál a cikkben szereplő információk forrásmegjelöléseként.